# Познански окръг
Познански окръг (на полски: Powiat poznański) е окръг в Централна Полша, Великополско войводство. Заема площ от 1899,88 км2. Административен център е град Познан, който не е част от окръга.

## География
Окръгът се намира в историческия регион Великополша. Разположен е в централната част на войводството.

## Население
Населението на окръга възлиза на 337,883 души (2012 г.). Гъстотата е 178 души/км2.

## Административно деление
Административно окръгът е разделен на 17 общини.
Градски общини:
- Любон
- Пушчиково

Градско-селски общини:
- Община Бук
- Община Костшин
- Община Корник
- Община Мошина
- Община Мурована Гошлина
- Община Победжиска
- Община Сважендз
- Община Стеншев

Селски общини:
- Община Допево
- Община Клешчево
- Община Коморники
- Община Рокетница
- Община Суха Ляс
- Община Тарново Подгорне
- Община Червонак

## Галерия
- Бук
- Костшин
- Корник
- Любон
- Мошина
- Мурована Гошлина
- Победжиска
- Пушчиково
- Сважендз
- Стеншев